# Luni (Fluss in Rajasthan)
Der Luni (Hindi: लूनी, Lūnī) ist ein ca. 495 km langer Fluss in den nordwestindischen Bundesstaaten Rajasthan und Gujarat.

## Verlauf
Die Hauptquelle des Luni befindet sich auf etwa 550 m Höhe im Pushkar-Tal im westlichen Aravalligebirge nahe der Stadt Ajmer. Er trägt zunächst den Namen Sagarmati und fließt dann durch die Wüste Thar in Richtung Südwesten und versickert schließlich in Nord-Gujarat in den Salzsümpfen des Rann von Kachchh, dessen Hauptzufluss er bildet. Dabei entwässert der Luni eine Fläche von annähernd 38.000 km².

## Zuflüsse
- rechts: Sukri, Mithri, Bandi, Khari, Jawai, Guhiya und Sagi
- links: Jojari.

Die Fläche des vom Luni und seinen Nebenflüssen entwässerten Gebietes wird auch als Luni-Becken bezeichnet; alle genannten Flüsse fallen oft trocken.

## Nutzung
Der Luni ist relativ salzreich und wird daher auch Lavanavari (= „Salzfluss“) genannt. Er ist deshalb über weite Strecken für Bewässerungszwecke ungeeignet. Der hohe Salzgehalt entsteht durch die Verdunstung des mitgeführten Wassers beim Durchfließen der Wüste Thar.